# Santo Domingo, Jalisco
Santo Domingo är en ort i Mexiko. Den ligger i kommunen Ayutla och delstaten Jalisco, i den centrala delen av landet, 500 km väster om huvudstaden Mexico City. Santo Domingo ligger 1 444 meter över havet och antalet invånare är 424.
Terrängen runt Santo Domingo är platt åt nordväst, men åt sydost är den kuperad. Runt Santo Domingo är det ganska glesbefolkat, med 22 invånare per kvadratkilometer. Närmaste större samhälle är Tenamaxtlán, 9,9 km nordost om Santo Domingo. I omgivningarna runt Santo Domingo växer huvudsakligen savannskog.